# 笠原将生
笠原 将生（かさはら しょうき、1991年1月9日 - ）は、埼玉県浦和市（現：さいたま市）生まれ、福岡県福岡市出身の元プロ野球選手（投手）。
2015年に発覚した野球賭博問題に関与したとして失格処分を受け、現在はYouTuberとして活動している。ロッテオリオンズなどに所属していた笠原栄一は実父であり、福岡ソフトバンクホークスに所属していた笠原大芽は実弟である。

## 経歴

### プロ入り前
小学2年生から香椎浜サンダースで野球を始め、中学校は地元を離れ明徳義塾中学校に進学。3年時に4番・左翼手として第27回全国中学校軟式野球大会で優勝。
高校は、地元福岡の福岡工大城東高に進学（1学年先輩に安部友裕、1学年後輩に梅野隆太郎、2学年後輩に中谷将大がいた）。当初は一塁手であったが、1年秋から投手に転向。3年時の夏は、福岡大会準々決勝で沖学園高に敗退。全国選手権大会出場は果たせなかったが、父親譲りとされる肘の柔軟性と、190cmの長身から投げ下ろす直球が高い評価を受ける。
2008年10月30日、プロ野球ドラフト会議において、読売ジャイアンツから5位指名され、11月18日に契約金3500万円、年俸480万円（金額は推定）で仮契約した。

### 巨人時代
2010年に二軍のイースタン・リーグで開幕投手を務め、2011年にかけて、同リーグで先発投手としての登板を重ねた。シーズンオフには台湾で開催された第17回IBAFインターコンチネンタルカップの日本代表に選ばれた。
また、2011年オフには球団初のプエルトリコ・ウィンターリーグ（リーガ・デ・ベイスボル・プロフェシオナル・ロベルト・クレメンテ）への派遣メンバーに、同僚の辻内崇伸、小野淳平、朝井秀樹とともに選ばれた。
2012年は二軍の開幕戦で先発。4月20日に初めての一軍昇格を果たした。4月26日に9回の救援として一軍初登板を果たした。最初の打者を空振り三振に仕留めたと思いきや、投球動作が止まったと球審に「イリーガル」を宣告された。 仕切り直しても、また空振り三振。1安打は許したものの1回を3奪三振で抑えた。5月3日の広島東洋カープ戦でプロ初先発。父・栄一は13試合に先発した経験を持ち、親子での先発登板は史上初。この試合で前田智徳に適時二塁打を打たれるなど4回で降板しているが、父・栄一も1991年2月24日のオープン戦で前田と対戦していることから、親子2代で同一打者との対戦となった。5月3日の先発登板の後、ファームでの調整を経て9月12日の広島東洋カープ戦にプロ2度目の先発登板で6回無失点の投球を見せ、味方の援護もあって父がプロ生活12年で成し遂げられなかった初勝利を挙げた。オフには2年連続でプエルトリコ・ウィンターリーグへの派遣メンバーに、田原誠次とともに選ばれた。
2013年はロングリリーフ要員として初の開幕一軍を果たした。その後も、先発と中継ぎで合計4勝を挙げた。
2014年も同様のポジション（先発・ロングリリーフもこなすビハインド中継ぎ）として起用されており、先発が崩れていた5月中盤には連投し、更に登板を回避した菅野智之に代わる先発や、内海哲也・杉内俊哉とエース級の投手がゲーム序盤で危険球退場のアクシデントに見舞われた後、スクランブルでロングリリーフをして試合を作り、原辰徳監督から高い評価を受けた。オフの11月7日に、「日本プロ野球80周年記念試合」の阪神・巨人連合チームに選出されたことが発表された。
2015年はリリーフで20試合に登板。10月5日、球団が福田聡志が野球賭博に関与していたことを発表。その時点で笠原は、福田を賭博常習者と疑われている知人に紹介したものの直接賭博には関わっていないとされたために告発対象にはなっていなかったが、その後球団から告発を受けて調査していた日本野球機構（NPB）の調査委員会は10月21日の中間報告で、笠原と松本竜也も野球賭博に関与していたと発表した。さらに笠原は福田と共に知人男性と賭け麻雀やバカラなどの賭博を行っていたことも明らかにされている。福田とは最も仲が良く、読売ジャイアンツ球場の練習から帰る際には一緒のことが多かったという。球団は11月9日に契約解除の方針を決定。翌11月10日にNPBの熊﨑勝彦コミッショナーは福田、松本とともに無期失格処分とすることを決定、黒い霧事件以来の野球賭博による処分となった。

### 退団後
2015年11月29日、5年後の現役復帰を目指して上記処分後に所属した軟式野球チーム・Naughtyの試合に登板した。ポジションは投手で、背番号は17。2021年からは自身で草野球チーム・東京ギャンブラーズを結成してプレーしている。
2016年4月29日、前述の野球賭博問題による賭博開帳図利幇助容疑で警視庁に逮捕され、2016年10月5日に東京地方裁判所で懲役1年2か月、執行猶予4年の有罪判決を下された。
2018年2月23日、愛甲猛が主導で行われるファン交流イベント「愛甲猛の【野良犬の穴】in-福岡」にプロ野球OBの1人として参加し、久しぶりに公の場に姿を現す。
同年3月6日、AbemaTV「AbemaPrime」に野球くじに関するコメンテーターとして出演。番組内では再度野球賭博問題の振り返りが行われ、当時の胸中などが掘り起こされた。また退団後、地元福岡でウニ料理店を営んでいた。その後、同月から新宿区歌舞伎町のホストクラブに勤務していることが週刊新潮によって報じられた。

### 配信者活動
2019年3月26日、自身のYouTubeチャンネルから動画を投稿し、YouTuberとして活動を始めることを表明。チャンネルの説明欄には、自身なりの野球解説や元プロ野球選手の裏話などを投稿する予定と記載されている。
初投稿の動画内では巨人時代のユニフォームに袖を通し、現役時代より体重が約30kgも増量してしまったと語った。その後の動画内では賭博事件で処分を受けた影響により、NPBが主催する全公式戦を観戦できない状態となっていることやよみうりランド近くのVロードに飾られた自身の手形が撤去されたことも明かされている。投稿動画のうち、現役時代の暴露話を含むものがたびたびウェブメディアで取り上げられており、「留置場生活の全貌」や「プロ野球選手の喫煙事情」などといった際どい話を展開し、視聴者の支持を集める。J-CASTニュースによると、現役の選手たちの間でもっとも話題になっているプロ野球OBのYouTubeチャンネルだという。
野球YouTuber向をはじめYouTuberと交流があり、2019年10月には元タレントの坂口杏里とタッグを組み、坂口のYouTubeチャンネルにコラボ動画が複数投稿された。
2019年11月初旬にチャンネル登録者数が10万人を突破。「リアルライブ」では、2019年末時点でのプロ野球OBのYouTuberとしては高木豊と里崎智也に次いで視聴者からの支持を受けている人物として、笠原の名前が挙げられた。なお、チャンネル登録者数は約10.1万人をピークに減少し、一時は10万人を割っていた。メインチャンネルの投稿は2020年7月13日を最後に一時停滞していたが、2021年4月15日に新たな編集担当者を迎えて活動を再開することを表明した。活動再開後には、減少傾向だった登録者数も回復し、2023年7月時点では前述の人数をも上回っている。
現在、3つのYouTubeチャンネルを開設しているが、メインチャンネル以外は2021年以降の動画投稿がなされておらず、「笠メロ探検隊」においては動画が全て削除されている。
2020年4月からはDeNAが運営するライブ配信アプリ・Pocochaでの生配信活動も行っており、同アプリのライバー専門の事務所・株式会社WASABIに所属していたが、トラブルにより退社した。

## 選手としての特徴
最速150km/h前後の威力のある直球を軸とし、カーブ、スライダー、シュート、フォーク、チェンジアップを投げ分ける。一方、制球に難があった。

## 詳細情報

### 年度別投手成績
| 年 度     | 球 団     | 登 板 | 先 発 | 完 投 | 完 封 | 無 四 球 | 勝 利 | 敗 戦 | セ 丨 ブ | ホ 丨 ル ド | 勝 率 | 打 者 | 投 球 回 | 被 安 打 | 被 本 塁 打 | 与 四 球 | 敬 遠 | 与 死 球 | 奪 三 振 | 暴 投 | ボ 丨 ク | 失 点 | 自 責 点 | 防 御 率 | W H I P |
| --------- | --------- | ----- | ----- | ----- | ----- | -------- | ----- | ----- | -------- | ----------- | ----- | ----- | -------- | -------- | ----------- | -------- | ----- | -------- | -------- | ----- | -------- | ----- | -------- | -------- | ------- |
| 2012      | 巨人      | 4     | 3     | 0     | 0     | 0        | 1     | 0     | 0        | 0           | 1.000 | 64    | 13.0     | 18       | 1           | 5        | 0     | 1        | 14       | 1     | 0        | 8     | 8        | 5.54     | 1.77    |
| 2013      | 巨人      | 30    | 3     | 0     | 0     | 0        | 4     | 1     | 0        | 1           | .800  | 203   | 46.0     | 43       | 8           | 25       | 1     | 2        | 51       | 2     | 1        | 18    | 17       | 3.33     | 1.48    |
| 2014      | 巨人      | 26    | 1     | 0     | 0     | 0        | 2     | 0     | 1        | 1           | 1.000 | 166   | 38.0     | 43       | 5           | 15       | 1     | 2        | 33       | 3     | 0        | 19    | 18       | 4.26     | 1.53    |
| 2015      | 巨人      | 20    | 0     | 0     | 0     | 0        | 0     | 0     | 0        | 1           | .000  | 90    | 19.0     | 25       | 4           | 11       | 0     | 0        | 18       | 0     | 0        | 13    | 13       | 6.16     | 1.89    |
| 通算：4年 | 通算：4年 | 80    | 7     | 0     | 0     | 0        | 7     | 1     | 1        | 3           | .875  | 523   | 116.0    | 129      | 18          | 56       | 2     | 5        | 116      | 6     | 1        | 58    | 56       | 4.34     | 1.59    |

### 年度別守備成績
| 年 度 | 球 団 | 投手  | 投手  | 投手  | 投手  | 投手  | 投手     |
| 年 度 | 球 団 | 試 合 | 刺 殺 | 補 殺 | 失 策 | 併 殺 | 守 備 率 |
| ----- | ----- | ----- | ----- | ----- | ----- | ----- | -------- |
| 2012  | 巨人  | 4     | 0     | 2     | 0     | 0     | 1.000    |
| 2013  | 巨人  | 30    | 0     | 5     | 1     | 0     | .833     |
| 2014  | 巨人  | 26    | 2     | 10    | 0     | 1     | 1.000    |
| 2015  | 巨人  | 20    | 0     | 4     | 0     | 0     | 1.000    |
| 通算  | 通算  | 80    | 2     | 21    | 1     | 0     | .958     |

### 記録
投手記録
- 初登板：2012年4月26日、対横浜DeNAベイスターズ3回戦（鹿児島県立鴨池野球場）、9回表に3番手で救援登板・完了、1回無失点3奪三振
- 初奪三振：同上、9回表に小池正晃から空振り三振
- 初先発：2012年5月3日、対広島東洋カープ6回戦（東京ドーム）、4回3失点で勝敗つかず
- 初勝利・初先発勝利：2012年9月12日、対広島東洋カープ20回戦（東京ドーム）、6回無失点7奪三振
- 初ホールド：2013年4月7日、対中日ドラゴンズ3回戦（東京ドーム）、6回表に2番手で救援登板、1回無失点
- 初セーブ：2014年4月16日、対東京ヤクルトスワローズ2回戦（明治神宮野球場）、10回裏に5番手で救援登板・完了、1回無失点

打撃記録
- 初安打・初打点：2013年7月31日、対東京ヤクルトスワローズ12回戦（東京ドーム）、4回裏に八木亮祐から中越二点適時三塁打

### ウィンターリーグでの投手成績
| 年 度     | 球 団        | 登 板 | 先 発 | 完 投 | 完 封 | 無 四 球 | 勝 利 | 敗 戦 | セ 丨 ブ | ホ 丨 ル ド | 勝 率 | 打 者 | 投 球 回 | 被 安 打 | 被 本 塁 打 | 与 四 球 | 敬 遠 | 与 死 球 | 奪 三 振 | 暴 投 | ボ 丨 ク | 失 点 | 自 責 点 | 防 御 率 | W H I P |
| --------- | ------------ | ----- | ----- | ----- | ----- | -------- | ----- | ----- | -------- | ----------- | ----- | ----- | -------- | -------- | ----------- | -------- | ----- | -------- | -------- | ----- | -------- | ----- | -------- | -------- | ------- |
| 2011-2012 | カロリーナ   | 10    | 7     | 0     | 0     | 0        | 1     | 2     | 0        | --          | .333  | 147   | 34.0     | 31       | 3           | 16       | 0     | 3        | 26       | 8     | 0        | 20    | 18       | 4.76     | 1.38    |
| 2012-2013 | サントゥルセ | 7     | 7     | 0     | 0     | 0        | 2     | 2     | 0        | --          | .500  | 135   | 31.0     | 36       | 6           | 8        | 0     | 1        | 30       | 4     | 1        | 23    | 21       | 6.10     | 1.42    |
| 通算：2年 | 通算：2年    | 17    | 14    | 0     | 0     | 0        | 3     | 4     | 0        | --          | .429  | 282   | 65.0     | 67       | 9           | 24       | 0     | 4        | 56       | 12    | 1        | 43    | 39       | 5.40     | 1.40    |

### 背番号
- 93（2009年 - 2012年）
- 63（2013年 - 2015年）

### 登場曲
- 「素直になれたら」JUJU（2009年）
- 「Love Forever」加藤ミリヤ×清水翔太（2010年）
- 「Bad Romance」LADY GAGA（2011年）
- 「GO GO サマー!」KARA（2011年）
- 「タカラモノ 〜この声がなくなるまで〜」ナオト・インティライミ（2012年）
- 「STARSHIPS」Nicki Minaj（2012年）
- 「Lovumba」Daddy Yankee（2013年）
- 「Wake Me Up」Avicii（2014年）
- 「100% Freaky」Jenny Branch（2014年）
- 「Let's Get Ridiculous」Redfoo（2014年）
- 「R.Y.U.S.E.I.」三代目J Soul Brothers from EXILE TRIBE（2015年）

## ディスコグラフィ

### 配信デジタルシングル
|     | 発売日         | タイトル                       | 規格                   | 備考                                                      |
| --- | -------------- | ------------------------------ | ---------------------- | --------------------------------------------------------- |
| 1st | 2019年11月24日 | TO★BA★KU ROCK from THE GAMBLES | デジタル・ダウンロード | 作詞：笠原将生&管野浩司、作曲：管野浩司、編曲：越前谷直樹 |